# Destiny (альбом Чаки Хан)
Destiny — шестой сольный студийный альбом американской певицы Чаки Хан, выпущенный 14 июня 1986 года на лейбле Warner Bros. Records. Продюсером записи выступил, как и ранее, Ариф Мардин. За запись альбома Хан получила номинацию на премию «Грэмми» в категории «Лучшее женское вокальное исполнение в стиле ритм-н-блюз».

## Список композиций
| №  | Название                      | Автор(ы)                                                                 | Длительность |
| -- | ----------------------------- | ------------------------------------------------------------------------ | ------------ |
| 1. | «Love of a Lifetime»          | Дэвид Гэмсон, Грин Гартсайд                                              | 4:21         |
| 2. | «Earth to Mickey»             | Джошуа Фрайд, Регги Гриффин, Ариф Мардин, Чарли Синглтон, Джереми Вольфф | 5:37         |
| 3. | «Watching the World»          | Джон Лэнг, Ричард Пейдж, Стив Джордж                                     | 4:44         |
| 4. | «The Other Side of the World» | Б. А. Робертсон, Майк Резерфорд                                          | 3:41         |
| 5. | «My Destiny»                  | Чака Хан                                                                 | 4:39         |

| №  | Название            | Автор(ы)                                 | Длительность |
| -- | ------------------- | ---------------------------------------- | ------------ |
| 1. | «I Can’t Be Loved»  | Глен Баллард, Рэнди Гудрам               | 4:30         |
| 2. | «It’s You»          | Порита Гриффин, Тони Патлер              | 4:19         |
| 3. | «So Close»          | Ричард Фельдман, Марси Левай, Пэм Тиллис | 4:19         |
| 4. | «Tight Fit»         | Банни Сиглер, Марвин Морроу              | 4:39         |
| 5. | «Who’s It Gonna Be» | Гэри Готцман, Майк Прицирлло             | 4:37         |
| 6. | «Coltrane Dreams»   | Чака Хан, Джули Мардин, Ариф Мардин      | 1:39         |

## Чарты
| Чарт (1986)                            | Высшая позиция |
| -------------------------------------- | -------------- |
| Великобритания (UK Albums Chart)       | 77             |
| Германия (Offizielle Top 100)          | 50             |
| Нидерланды (Album Top 100)             | 49             |
| США (Billboard 200)                    | 72             |
| США (Billboard Top R&B/Hip-Hop Albums) | 25             |
| Швейцария (Schweizer Hitparade)        | 26             |
| Швеция (Sverigetopplistan)             | 13             |